# Moriresti per vivere con me?
Moriresti per vivere con me? è il primo album in studio del rapper italiano Fasma, pubblicato il 2 novembre 2018.

## Tracce
Testi di Tiberio Fazioli, musiche di Luigi Zammarano.
1. Caro Angelo – 1:11
2. Ti prometto che un giorno partiremo – 2:09
3. Sai che – 1:47
4. M. Manson – 2:02
5. Marylin M. – 2:00
6. 00:02 – 1:44
7. Caricotonico – 1:27
8. Giuro che – 1:38
9. Lady D. – 1:56
10. Outro – 2:09
11. L'inizio della fine – 2:24

## Classifiche
| Classifica (2018) | Posizione massima |
| ----------------- | ----------------- |
| Italia            | 44                |